# Droit hongrois
Le droit hongrois est le droit de tradition civiliste, de la sous-catégorie austro-germanique, appliqué en Hongrie.

## Sources du droit

### Loi fondamentale
La Loi fondamentale, déposée le 14 mars 2011, adoptée le 18 avril par l'Országgyűlés et entrée en vigueur le 1er janvier 2012 est le texte constitutionnel de la Hongrie. Votée par l'unique Fidesz-Union civique hongroise, elle fait l'objet de critiques fortes de la part de l'opposition de gauche (MSzP, LMP) et de l'extrême-droite (Jobbik). Du point de vue des observateurs étrangers, elle est également au centre d'une vive polémique sur la dérive autoritaire du Premier ministre conservateur Viktor Orbán.

### Droit international
La Hongrie peut conclure des accords internationaux avec d'autres États et organisations. La Hongrie est de tradition dualiste, c'est-à-dire qu'un accord international entre en droit interne par promulgation ou transposition.

### Droit de l’Union européenne
L'article E(2) de la Loi fondamentale dispose que la Hongrie peut, en tant que membre de l’Union, exercer certaines compétences constitutionnelles en commun avec les autres États membres.
Ces compétences sont exercées par le biais des institutions de l’Union.
L'article E(3) dispose :

« Le droit de l’Union européenne – dans le cadre de l’alinéa (2) – pourra fixer des règles générales contraignantes. »

— Article E(3) de la Loi fondamentale

### Législation
En Hongrie, l’Assemblée nationale est « l’organe suprême représentant le peuple de Hongrie ». L'article 1(2)(b) dispose que l’Assemblée nationale « élabore les lois »,.

## Organisation juridictionnelle
La république de Hongrie est un système judiciaire en quatre niveaux : la Cour suprême, les Cours d'appel régionales, la Cour municipale du Budapest et les cours (municipales) de comtés et les cours locales.

## Code civil et droit de la famille
Un Code civil fut rédigé en 1928 mais jamais promulgué. Il influença toutefois de façon importante la jurisprudence ultérieure. 
En matière de droit de la famille, deux lois importantes ont été passées en 1946 (loi n°29-46) et 1952 (loi n°4-52), abrogeant notamment la distinction entre enfant naturel et enfant légitime. Le droit de la famille fut à nouveau réformé en 1974, à l'occasion de la promulgation d'un Code de la famille. La distinction entre enfant «légitime» et «illégitime» fut alors effacée du Code, et le concubinage devint alors un fait permettant une présomption de paternité aussi fort que le mariage lui-même (même en cas de relation sexuelles avec d'autres hommes ou même de prostitution).
Le premier Code civil hongrois fut adopté en 1959 et modifié à de très nombreuses reprises ; sa modernisation était constamment d'actualité. Celle-ci fut entreprise dans les années 2000 et conduisit à la loi CXX de 2009 sur le Code civil, qui fut adoptée et promulguée mais n'entra jamais en vigueur, tandis le processus législatif redémarrait. Le nouveau Code civil entra finalement en vigueur en 2014.

## Sources

## Compléments